# 张之香
张之香（Julia Chang Bloch，1942年—），美国外交官，首位亚裔美国人大使（代表美國出使尼泊爾），共和黨籍。張之香大使同時也是中美教育基金的创办人暨现任主席。父親為中國法學家、中華民國官員張福運。
张之香1942年出生于中華民國山东省烟台市，九岁时隨家人移居美国。1964年，张之香毕业于伯克利加州大学，獲得「大眾傳播與公共政策」學位，後又取得哈佛大学「政府管理與東亞研究」（government and East Asia studies）硕士学位，進入公務體系。1971年起，她在聯邦参议院营养与人类需求特别委员会任职，并於往後數年担任各种要職。1989年，張獲总统老布希任命为「美利堅合眾國駐尼泊爾王國特命全權大使」，出使至1993年。卸任后，张之香到美国银行担任「执行副总裁」。目前為中美教育基金主席。。